# Mitsunari Ishida
Mitsunari Ishida (jap. 石田 三成 Ishida Mitsunari; ur. 1560, zm. 6 listopada 1600) – samuraj, który dowodził siłami koalicji zachodniej podczas bitwy pod Sekigaharą w 1600 roku.

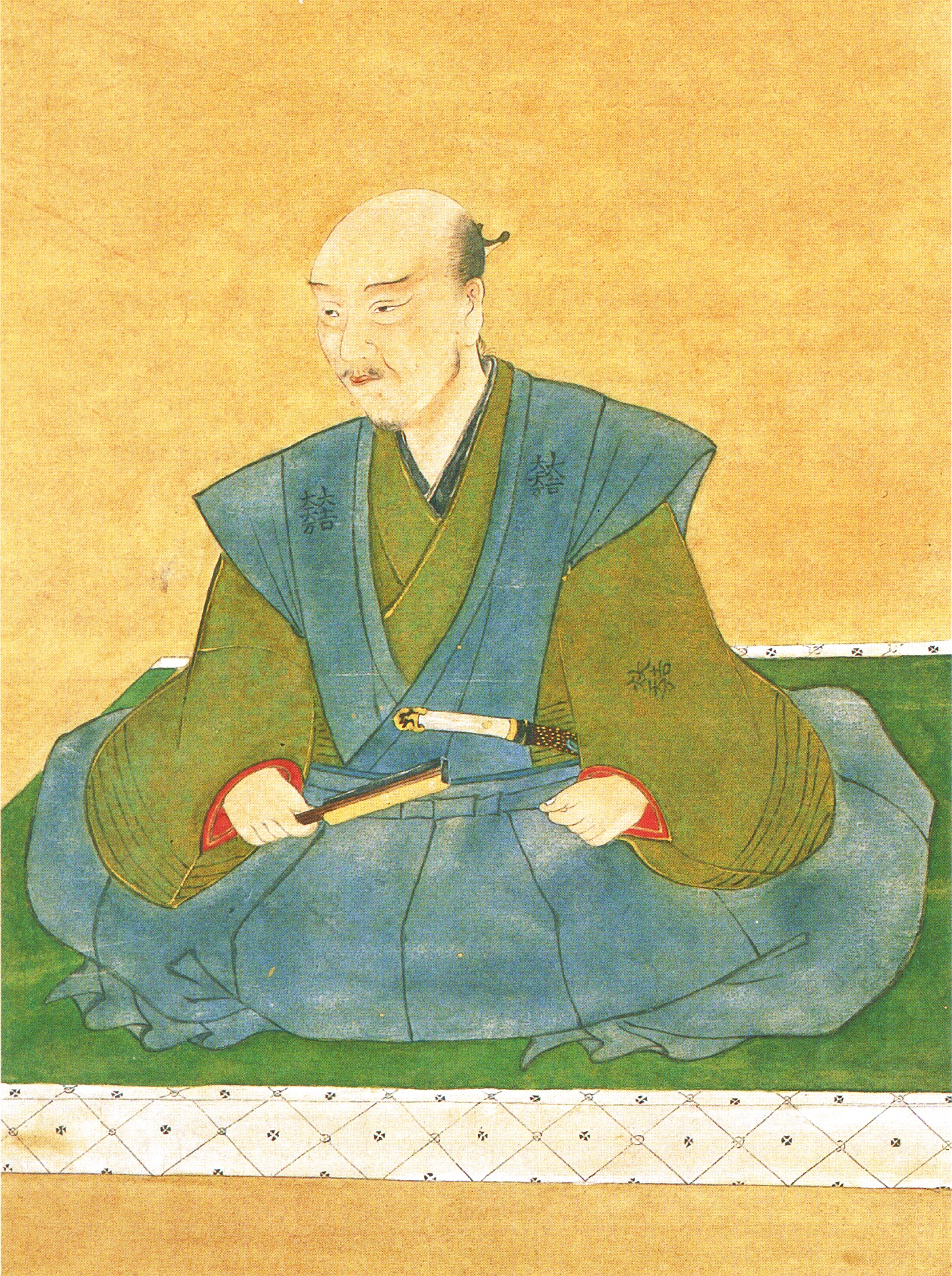
Mitsunari Ishida

Mitsunari urodził się na południu prowincji Ōmi (obecnie prefektura Shiga) jako drugi syn Masatsugu Ishidy, wasala rodu Azai. Ród Ishida wycofał się ze służby po klęsce rodu Azai w 1573 roku.
Mitsunari Ishida spotkał Hideyoshiego Toyotomi, kiedy ten ostatni był daimyō Nagahamy. Gdy Hideyoshi zaangażował się w kampanię w regionie Chūgoku, Mitsunari wspierał go w atakach na zamki Tottori i Takamatsu (obecnie prefektura Okayama).
Po dojściu Hideyoshiego do władzy Mitsunari wsławił się jako sprawny zarządca finansowy, znany z szerokiej wiedzy i zdolności kalkulacji. Od roku 1585 zarządzał prowincją Sakai razem ze swoim starszym bratem, Masazumim Ishidą. Został wyznaczony na jednego z pięciu bugyō (jap. 奉行; administratorów) Hideyoshiego. Ponadto Hideyoshi uczynił go daimyō Sawayamy w prowincji Ōmi, lenna przynoszącego 500 tys. koku ryżu. Zamek w Sawayamie był znany jako jeden z najlepiej ufortyfikowanych zamków tamtych czasów.
Mitsunari był przywódcą grupy biurokratów Hideyoshiego, znanym z surowego charakteru. Miał licznych przyjaciół i sojuszników, ale pozostawał w konflikcie z wieloma daimyō, m.in. z krewnym Hideyoshiego, Masanorim Fukushimą. Po śmierci Hideyoshiego, który nosił wówczas tytuł taikō rozdźwięk się pogłębił. Kwestią sporną stało się pytanie, czy Ieyasu Tokugawa nie stanowi zagrożenia dla rządu, którego nominalnym przywódcą był małoletni syn Hideyoshiego, Hideyori.
Narastający konflikt polityczny doprowadził do bitwy pod Sekigaharą w 1600 roku. Mitsunariemu udało się zorganizować armię dowodzoną przez Terumoto Mōri, ale koalicja utworzona przez Ieyasu okazała się potężniejsza i Mitsunari poniósł porażkę.
Po klęsce usiłował uciec, ale został schwytany przez wieśniaków i skazany na ścięcie. Egzekucja została przeprowadzona w Kioto wyjątkowo brutalnymi metodami: zakopano go w ziemi po szyję i zachęcano wieśniaków do odpiłowania mu głowy bambusową piłą. Po egzekucji wystawiono jego głowę na widok publiczny. Mówi się jednak, że kilka dni później głowa zniknęła w tajemniczych okolicznościach. Inni daimyō z koalicji zachodniej, tacy jak Yukinaga Konishi czy Ekei Ankokuji, również zostali skazani na śmierć.
Mitsunari miał trzech synów (Shigeie, Shigenari i Sakichi), trzy córki i dodatkowo jedno nieślubne dziecko.